# Hrabstwo Peach

Piramida wieku hrabstwa

Hrabstwo Peach (ang. Peach County) – hrabstwo w stanie Georgia w Stanach Zjednoczonych. Jego siedzibą administracyjną jest miasto Fort Valley.
Powstało w 1924 roku. Jego nazwa powstała od angielskiej nazwy brzoskwini (ang. peach), gdyż hrabstwo to znajdujące się w samym centrum stanu słynie z największej produkcji brzoskwiń.

## Geografia
Według spisu z 2000 obszar całkowity hrabstwa obejmuje powierzchnię 392 km², z czego 391 km² stanowią lądy, a 1 km² stanowią wody. 

### Miejscowości
- Byron
- Fort Valley
- Warner Robins

### Sąsiednie hrabstwa
- Hrabstwo Bibb – północ
- Hrabstwo Houston – wschód
- Hrabstwo Crawford – północny zachód
- Hrabstwo Taylor – zachód
- Hrabstwo Macon – południowy zachód

## Demografia
Według spisu z 2020 roku liczy 28 tys. mieszkańców, co oznacza wzrost o 1% w porównaniu z poprzednim spisem z roku 2010. Według danych pięcioletnich z 2021 roku 51,2% to biali (44,1% nie licząc Latynosów), 45% czarnoskórzy lub Afroamerykanie, 2,1% miało rasę mieszaną, 1,1% Azjaci i 0,5% to rdzenna ludność Ameryki. Latynosi stanowili 8,5% populacji hrabstwa.

## Religia
W 2020 roku największe grupy pod względem członkostwa, to: metodyści (5,7 tys.), baptyści (3,7 tys.), katolicy (1,15 tys. – 4,1%) i świadkowie Jehowy (0,55 tys. – 2%). Różne inne kościoły ewangelikalne i zielonoświątkowe zrzeszały łącznie znacznie ponad 1000 członków. 

## Polityka
W wyborach prezydenckich w 2020 roku, 51,8% głosów otrzymał Donald Trump i 47,2% przypadło dla Joe Bidena. 